# Cuviera nigrescens
Cuviera nigrescens là một loài thực vật có hoa trong họ Thiến thảo. Loài này được (Elliott ex Oliv.) Wernham mô tả khoa học đầu tiên năm 1911.